# دوپلان
روستای دوپلان، مرکز دهستان مشایخ در بخش ناغان، شهرستان کیار و استان چهارمحال و بختیاری می‌باشد.دوپلان روستایی بسیار سرسبز و خوش آب و هوا در دل کوه های زاگرس است، این روستا در مجاورت دو رودخانه بزرگ است، دوپلان محل تلاقی رودخانه کاج و رودخانه سبزکوه می باشد و در واقع رودخانه  کارون از اینجا آغاز می شود، همچنین وجود جنگلهای بلوط اطراف این روستا بر جذابیت آن افزوده است.مردم این روستا لر و از طایفه بختیاری دورکی باب هستند.این روستا قطب ورزش هیجانی بانجی جامپینگ و قایقرانی است.

## جمعیت
این روستا در دهستان مشایخ قرار دارد و براساس سرشماری مرکز آمار ایران در سال ۱۳۸۵، جمعیت آن ۴۳۱ نفر (۹۸خانوار) بوده‌است.